# Шајуе
Шајуе (фр. Chailloué) насеље је и општина у северној Француској у региону Доња Нормандија, у департману Орн која припада префектури Алансон.
По подацима из 2011. године у општини је живело 584 становника, а густина насељености је износила 50,3 становника/km². Општина се простире на површини од 11,61 km². Налази се на средњој надморској висини од 175 метара (максималној 223 m, а минималној 167 m).

## Демографија
| 1962. | 1968. | 1975. | 1982. | 1990. | 1999. | 2011. |
| ----- | ----- | ----- | ----- | ----- | ----- | ----- |
| 644   | 669   | 610   | 501   | 436   | 464   | 584   |

График промене броја становника у току последњих година